# سی‌میک
سی‌میک (انگلیسی: CMake) یک نرم‌افزار آزاد و متن‌باز برای مدیریت فرآیند ساخت یا بیلد (Build) نرم‌افزار با استفاده از شیوه‌ای مستقل از کامپایلر است.  سی‌میک از ساختارهای پوشه‌ای و برنامه‌هایی که به چندین کتابخانه وابسته‌اند حمایت می‌کند.